# Therese Schlesinger
Therese Schlesinger (geboren als Therese Eckstein am 6. Juni 1863 in Gumpoldskirchen, Kaisertum Österreich; gestorben am 5. Juni 1940 in Blois, Frankreich) war eine österreichische Frauenrechtlerin und Politikerin der SDAP. Sie gehörte zu den ersten Sozialdemokratinnen, die ins Parlament der Ersten Republik gewählt wurden.

## Leben und Wirken
Therese Eckstein wuchs in einer liberalen jüdischen Industriellenfamilie in Wien auf. Zu ihren Geschwistern gehören Emma Eckstein, Friedrich Eckstein und Gustav Eckstein. Im Unterschied zu ihren Brüdern wurde ihr eine höhere Schulbildung versagt. Sie nahm jedoch Privatunterricht und bildete sich im Selbststudium weiter. 1888 heiratete sie Victor Schlesinger, einen Bankangestellten, mit dem sie eine 1890 geborene Tochter hatte. Während der Geburt infizierte sie sich mit Kindbettfieber und behielt nach zweieinhalbjähriger Krankheit, während der sie sich nur im Rollstuhl und an Krücken bewegen konnte, lebenslang ein versteiftes Hüftgelenk. Ihr Ehemann starb in dieser Zeit an Tuberkulose. Ihre Tochter Anna, die den Juristen Josef Frey heiratete, nahm sich 1920 das Leben.
Über ihre Freundin Marie Lang, die sie in den Feminismus einführte, trat sie 1894 dem Allgemeinen Österreichischen Frauenverein (AÖFV) bei. Sie gehörte bald zu dem Kreis um Auguste Fickert, die ihre Mentorin wurde und sie ermutigte, eigene Artikel zu verfassen. Sie schrieb für die wöchentliche Frauen-Beilage der Zeitung Volksstimme von Ferdinand Kronawetter, wurde Vizepräsidentin des AÖFV und stieg zur Versammlungs-Rednerin auf. Sie verfocht besonders den Zugang von Frauen zum Hochschulstudium, zu freien Berufen und für das Frauenwahlrecht.
1896 wurde sie vom AÖFV mit Rosa Mayreder zu einer Enquete-Konferenz der Ethischen Gesellschaft Wien zur Lage der Wiener Arbeiterinnen delegiert, wo sie erste Kontakte mit der Sozialdemokratie knüpfte. Im selben Jahr referierte sie auf dem ersten Internationalen Frauenkongress in Berlin über die österreichische Frauenbewegung und die Ergebnisse der Enquete. In dieser Zeit begann sie auch sich mit den theoretischen Grundlagen der Sozialdemokratie zu beschäftigen und hörte Vorlesungen in Sozialethik bei Emil Reich an der Universität Wien.

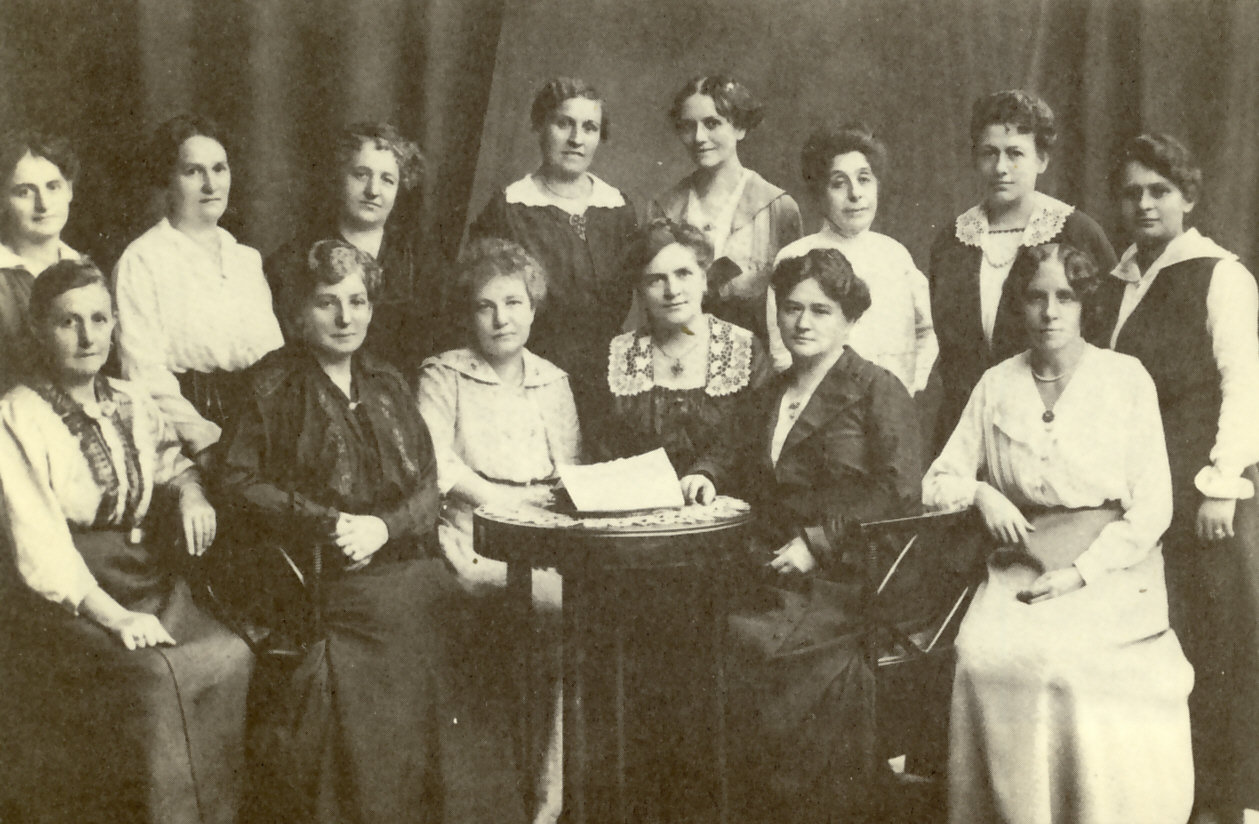
Therese Schlesinger (untere Reihe, Dritte von links) beim Frauenreichskomitee 1917

Im Herbst 1897 wurde sie Mitglied der Sozialdemokratischen Arbeiterpartei. Sie entschied damit einen inneren Konflikt zwischen bürgerlicher Frauenbewegung und der „Sache der Arbeiterinnen“. Sie hatte schon früher Interesse an der Arbeiterbewegung, dem sie jedoch aufgrund ihrer bürgerlichen Herkunft nicht nachzugeben wagte. In ihren Erinnerungen schrieb sie: „... als nun 1897 die Sozialdemokratie zum erstenmal in den Wahlkampf eintrat, da wurde ich innerlich so mächtig mitgerissen, dass nun meine Freundinnen in der bürgerlichen Frauenbewegung selbst einsahen, dass mein Platz künftig nur mehr in der Sozialdemokratie sein könne.“

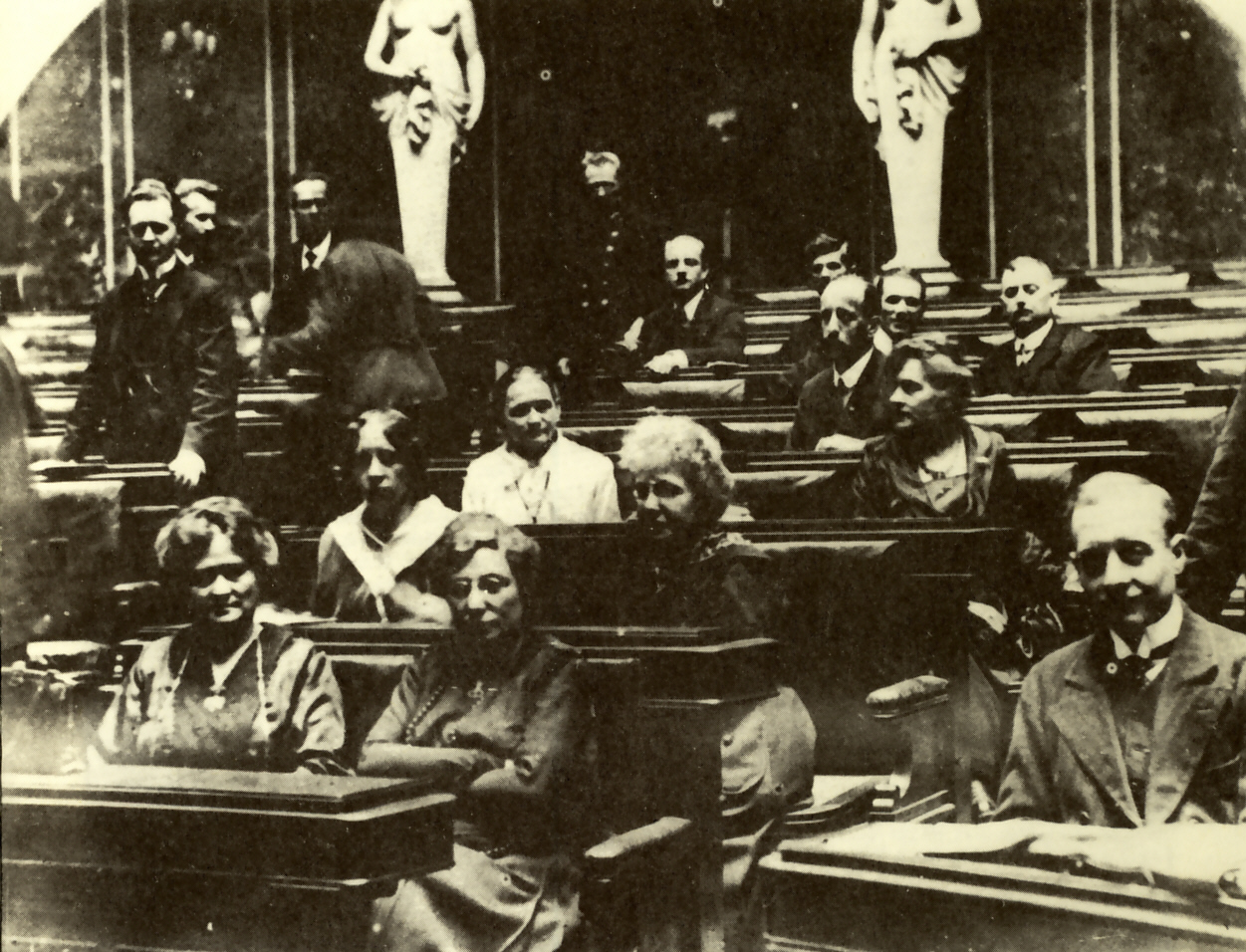
Therese Schlesinger (zweite Reihe, rechts) bei der Konstituierenden Nationalversammlung am 4. März 1919

In der SDAPÖ sah sie sich mit Widerständen konfrontiert, frauenspezifische Forderungen in der sozialdemokratischen Politik als gleichwertig zu behandeln. So wurde auf dem Parteitag 1900 in Graz ihr Antrag zum Frauenwahlrecht abgelehnt und erst 1906 angenommen. 1901 war sie Mitbegründerin des Vereins sozialdemokratischer Frauen und Mädchen. Therese Schlesinger schrieb Bücher zur Frauenfrage, hielt Vorträge und publizierte Artikel in der sozialdemokratischen Monatsschrift Der Kampf, in der Arbeiter-Zeitung und in Die Unzufriedene. Sie setzte sich für die Mädchenbildung, den Kinder- und Jugendschutz sowie den Mutterschutz für Arbeiterinnen ein und thematisierte das Problem der Vereinbarkeit von Mutterschaft und Erwerbstätigkeit. In ihrer Schrift Was wollen die Frauen in der Politik? von 1909 hob sie die Bildung von Frauen zur politischen Reife hervor. Erst 1909 gestand die Partei ihren Genossinnen eine „freie politische Frauenorganisation“ zu, und anerkannte das 1898 gegründete Frauenreichskomitee (heute: SPÖ Bundesfrauen) als Organ der Partei. Während des Ersten Weltkrieges war sie eine führende Persönlichkeit des linken Flügels der Partei um Victor Adler und später Otto Bauer, der für die Ideale des Internationalismus und Frieden kämpfte.
Als 1918 das allgemeine Wahlrecht für Frauen durchgesetzt wurde, gab sie gemeinsam mit Adelheid Popp in Hinblick auf die kommende Wahl zur Konstituierenden Nationalversammlung, bei der erstmals Frauen kandidieren und wählen durften, das Wochenblatt Die Wählerin heraus.
Mit Adelheid Popp, Anna Boschek, Gabriele Proft, Maria Tusch und Amalie Seidel gehörte Therese Schlesinger zu den ersten weiblichen sozialdemokratischen Abgeordneten der Verfassunggebenden Nationalversammlung. Von 1919 bis 1923 war sie Mitglied des Nationalrates, danach bis 1930 Mitglied des Bundesrates. Sie verfasste die frauenpolitischen Teile des Linzer Programms der SDAP von 1926. Für junge Sozialistinnen wie Käthe Leichter und Stella Klein-Löw wurde sie ein Vorbild. 1933 zog sie sich aus der Parteiführung zurück. 1934 wurde die SDAP in die Illegalität gezwungen.
Nach dem Anschluss Österreichs 1938 war Therese Schlesinger wegen ihrer jüdischen Herkunft in ihrem Land nicht mehr sicher und floh nach Frankreich. Ihr letztes Lebensjahr verbrachte sie in einem Sanatorium in Blois.

## Veröffentlichungen
- Die Frau im 19. Jahrhundert. Berlin 1902 (Digitalisat).
- Die Frau im sozialdemokratischen Parteiprogramm. Wien 1928
- Die geistige Arbeiterin und der Sozialismus. Wien 1919
- Erinnerungen an Mary Wollstonecraft. Übersetzung des Buchs von William Godwin. Halle 1912
- Geburtenbeschränkung und Justiz. In: Der Kampf, 6 (1926), S. 253–256
- Mein Weg zur Sozialdemokratie. In: Gedenkbuch. 20 Jahre österreichische Arbeiterinnenbewegung, hrsg. von Adelheid Popp, Wien 1912, S. 125–139 (digitalisiert bei Austrian Literature online)
- Was wollen die Frauen in der Politik? Wien 1910
- Wie will und soll das Proletariat seine Kinder erziehen? Wien 1921
- Zum Problem der Mutterschaft. In: Der Kampf 10 (1927), S. 475–479.
- Meine Erinnerungen an den ersten Frauentag. In: Tagblatt, Arbeiterzeitung, 28. März 1933, S. 6 (online bei ANNO).

## Ehrungen

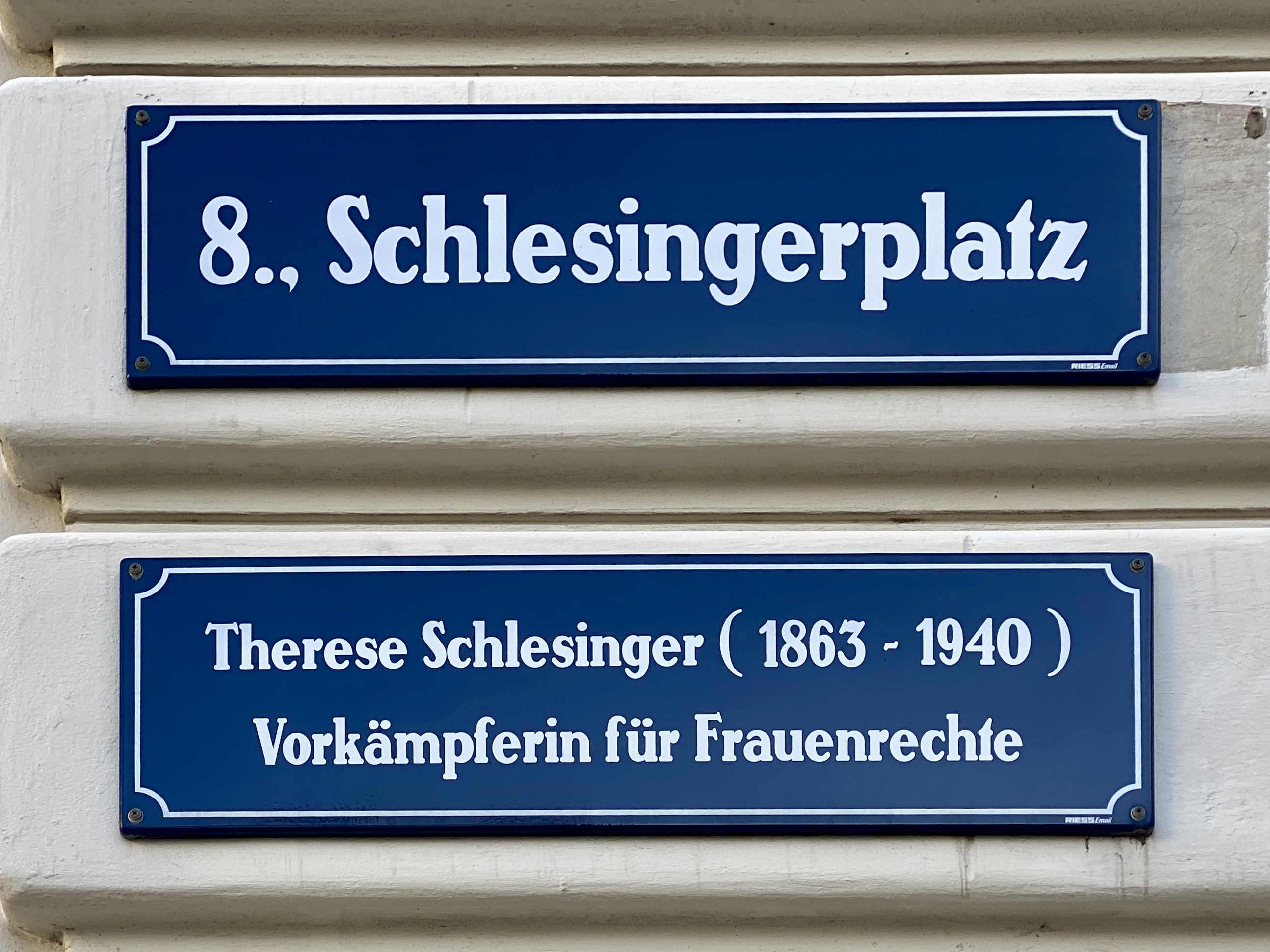
Straßenschild Schlesingerplatz in Wien

- 1949: Benennung der städtischen Wohnhausanlage in der Wickenburggasse 8 / Schlösselgasse 14 im 8. Wiener Gemeindebezirks Josefstadt in „Therese-Schlesinger-Hof“
- 2006: Auf Antrag der Bezirksvorstehung des 8. Wiener Gemeindebezirks wird der seit 1901 nach dem christlichsozialen und antisemitischen Reichsratsabgeordneten Josef Schlesinger benannte Schlesingerplatz im 8. Wiener Gemeindebezirk nach ihr benannt.